# Klaas Bakker

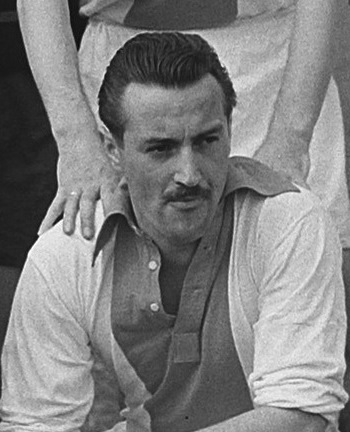
Klaas Bakker im Mai 1954

Klaas Bakker (* 22. April 1926 in Amsterdam; † 3. Januar 2016 in Amstelveen) war ein niederländischer Fußballspieler.

## Sportlicher Werdegang
Bakker begann seine Karriere beim Nord-Amsterdamer Klub De Volewijckers. Zu Jahresbeginn 1951 wechselte er gemeinsam mit Jan Hagenaars, mit dem er auch in der Amsterdamer Stadtauswahl auflief, zum Lokalkonkurrenten Ajax Amsterdam. Im November 1955 gelang ihm beim 6:3-Erfolg gegen DOS Utrecht das Kunststück, alle sechs Ajax-Tore zu erzielen. 1956 qualifizierte er sich mit dem Verein für die neu geschaffene Eredivisie, die Debütsaison krönte er mit dem Meistertitel. Dabei hatte er in allen 34 Saisonspielen mitgewirkt. Bis zu seinem Karriereende zum Abschluss der Spielzeit hatte er 169 Meisterschaftsspiele bestritten, so dass er in den inoffiziellen „Club van 100“ (d. h. Spieler mit mindestens 100 Meisterschaftsspielen für Ajax) aufgenommen wurde. Dabei hatte der Offensivspieler 37 Tore erzielt.  
1987 übernahm Bakker, der als Transportunternehmer reüssiert hatte, die Aufgaben des Kassenwarts bei Ajax.